# Leo Meulemans
Leo Meulemans (Herent, 6 juni 1855 - Herent, 23 december 1899) was een Belgische katholieke politicus. Hij was burgemeester van Herent van 1890 tot 1894.
Leo Philip Meulemans werd op 6 juni 1855 geboren als zoon van Guilielmus Meulemans en Maria-Josina De Smeth. Hij voleindigde de studies van notaris en behaalde het doctoraat in Politiek en Administratief Recht te Leuven, maar oefende het ambt van notaris niet uit. 
Hij was medestichter van de Vrije Meisjesschool van Herent en burgemeester van Herent van 1890 tot 1894.
Hij bleef ongehuwd wonen in het Kasteel Meulemans, waar hij op 23 december 1899 stierf.

## Bron
- Maurice Buelens & Julien Vandensande: Straatnamen in de gemeente Herent: benaming, herkomst, ligging (2017), Stuurgroep Erfgoed Herent